# Cristian Săpunaru
Cristian Ionuț Săpunaru (* 5. dubna 1984) je bývalý rumunský profesionální fotbalista, který hrál především na pozici středního obránce. Také hrál jako pravý obránce nebo defenzivní záložník.

## Klubová kariéra

### Mládežnická kariéra a Porto
Săpunaru se narodil v Bukurešti a je produktem Național București, k jehož mládežnickému systému se připojil ve věku pouhých šesti let. V červenci 2006 podepsal smlouvu s Rapid București a o dva roky později byl prodán za 2,5 milionu eur do Porta jako náhrada za José Bosingwu, který odešel do Chelsea. Săpunaru souhlasil s pětiletou smlouvou, přičemž klub z Primeira Ligy podle smlouvy vlastnil 50 % práv na hráče, zatímco rumunské zdroje uváděly, že cena byla ve skutečnosti 6 milionů eur plus dva hráči.
Během své první sezóny byl Săpunaru pravidelným členem základní sestavy, když Porto dosáhlo na double, a dal svůj první gól při prohře 1:2 na hřišti Nacionalu v Taça da Liga. Na začátku února 2010 byl suspendován – stejně jako jeho spoluhráč Hulk – po incidentech po prohře 0:1 v lize proti Benfice, a tak se vrátil do své země na pětiměsíční hostování do bývalého klubu Rapid. Po návratu na sezónu 2010/11 se stal velmi důležitou součástí prvního týmu, když vyhráli treble a Săpunaru odehrál celkem 40 zápasů.
Dne 17. února 2014 byl Săpunaru odsouzen k pokutě 90 000 eur za svou účast na útoku na dva pořadatele na Estádio da Luz 20. prosince 2009.

### Španělsko
Dne 31. srpna 2012 podepsal Săpunaru roční smlouvu se španělským klubem Real Zaragoza. Svůj oficiální debut si odbyl 16. září, kdy odehrál celých 90 minut při prohře 0:2 na hřišti Realu Sociedad.
Ve své první sezóně v Aragonii Săpunaru utrpěl s týmem sestup. Také se zapsal do historie soutěže, když překonal rekord v počtu žlutých karet v jedné sezóně (19 žlutých karet a jedna červená).
Dne 25. července 2013 podepsal Săpunaru roční smlouvu s klubem Elche. V jeho jediné sezoně zaznamenal pouze devět zápasů, ale byl vyloučen hned dvakrát, zatímco jeho jediný gól otevřel 13. prosince skóre při prohře 1:2 s Levante, sousedům z Valencijského společenství.
Elche později nemohlo splnit požadavky na Săpunarův plat ve výši 1 milionu eur a propustilo ho 21. srpna 2014. V říjnu 2015 zažaloval klub kvůli zbývajícím mzdám ve své smlouvě.

### Pozdější kariéra
Po čtyřech měsících, které strávil znovu v Rapidu, 6. září 2015 podepsal roční smlouvu s Pandurii Târgu Jiu, která obsahovala klauzuli, že může okamžitě odejít, pokud by o něj projevil zájem zahraniční klub. Následující rok 21. července podepsal dvouletou smlouvu s dalším ligovým celkem Astra Giurgiu.
Dne 1. července 2017 bylo oznámeno, že Săpunaru podepsal dvouletou smlouvu s tureckým klubem Kayserispor. Po jejím vypršení přestoupil do Denizlisporu, než se v lednu 2020 vrátil k předchozímu zaměstnavateli na zbytek sezóny. V srpnu podepsal novou roční smlouvu.
Săpunaru podepsal další smlouvu s Rapidem 4. července 2021, když ve věku 37 let přistoupil na dvouletou smlouvu.

## Reprezentační kariéra
Săpunaru debutoval za národní tým Rumunska 31. května 2008 proti Černé Hoře a byl zařazen do výběru na Mistrovství Evropy ve fotbale 2008, přestože nakonec nenastoupil. Od června 2011 do listopadu 2015 se kvůli konfliktu s trenérem Victorem Pițurcă nezúčastnil žádných mezinárodních zápasů.
Dne 17. května 2016 byl Săpunaru vybrán trenérem Anghelem Iordănescuem do jeho týmu na Mistrovství Evropy ve fotbale 2016. Začal na pozici pravého obránce v úvodním zápase skupiny, kde prohráli 1:2 s domácí Francií. V září 2019, po nasbírání 36 reprezentačních startů během jedenácti let, oznámil 35letý Săpunaru svůj odchod z reprezentačního týmu.

## Statistiky

### Klubové
Platí k zápasu hranému 19. května 2025.
| Klub                          | Sezóna            | Liga              | Liga   | Liga | Národní pohár | Národní pohár | Kontinentální | Kontinentální | Ostatní | Ostatní | Celkově | Celkově |
| Klub                          | Sezóna            | Soutěž            | Zápasy | Góly | Zápasy        | Góly          | Zápasy        | Góly          | Zápasy  | Góly    | Zápasy  | Góly    |
| ----------------------------- | ----------------- | ----------------- | ------ | ---- | ------------- | ------------- | ------------- | ------------- | ------- | ------- | ------- | ------- |
| Național București            | 2002/03           | Liga I            | 4      | 0    | 0             | 0             | —             | —             | —       | —       | 4       | 0       |
| Național București            | 2003/04           | Liga I            | 1      | 0    | 2             | 0             | —             | —             | —       | —       | 3       | 0       |
| Național București            | 2004/05           | Liga I            | 6      | 0    | 2             | 0             | —             | —             | —       | —       | 8       | 0       |
| Național București            | 2005/06           | Liga I            | 23     | 3    | 5             | 0             | —             | —             | —       | —       | 28      | 3       |
| Național București            | Celkově           | Celkově           | 34     | 3    | 9             | 0             | —             | —             | —       | —       | 43      | 3       |
| Callatis Mangalia (hostování) | 2003/04           | Liga II           | 10     | 0    | —             | —             | —             | —             | —       | —       | 10      | 0       |
| Rapid Bukurešť                | 2006/07           | Liga I            | 19     | 1    | 3             | 0             | 6             | 0             | 1       | 0       | 29      | 1       |
| Rapid Bukurešť                | 2007/08           | Liga I            | 32     | 2    | 2             | 0             | 2             | 0             | 1       | 0       | 37      | 2       |
| Rapid Bukurešť                | Celkově           | Celkově           | 51     | 3    | 5             | 0             | 8             | 0             | 2       | 0       | 66      | 3       |
| Porto                         | 2008/09           | Primeira Liga     | 17     | 0    | 6             | 1             | 8             | 0             | 1       | 0       | 32      | 1       |
| Porto                         | 2009/10           | Primeira Liga     | 5      | 0    | —             | —             | 4             | 0             | —       | —       | 9       | 0       |
| Porto                         | 2010/11           | Primeira Liga     | 19     | 0    | 7             | 0             | 13            | 0             | 2       | 0       | 41      | 0       |
| Porto                         | 2011/12           | Primeira Liga     | 15     | 2    | 1             | 0             | 2             | 0             | 3       | 0       | 21      | 2       |
| Porto                         | Celkově           | Celkově           | 56     | 2    | 14            | 1             | 27            | 0             | 6       | 0       | 103     | 3       |
| Rapid Bukurešť (hostování)    | 2009/10           | Liga I            | 10     | 3    | —             | —             | —             | —             | —       | —       | 10      | 3       |
| Real Zaragoza                 | 2012/13           | La Liga           | 29     | 2    | 6             | 0             | —             | —             | —       | —       | 35      | 2       |
| Elche                         | 2013/14           | La Liga           | 8      | 1    | 1             | 0             | —             | —             | —       | —       | 9       | 1       |
| Rapid Bukurešť                | 2014/15           | Liga I            | 13     | 4    | —             | —             | —             | —             | —       | —       | 13      | 4       |
| Pandurii Târgu Jiu            | 2015/16           | Liga I            | 22     | 5    | 2             | 1             | —             | —             | —       | —       | 24      | 6       |
| Astra Giurgiu                 | 2016/17           | Liga I            | 32     | 8    | 5             | 1             | 12            | 1             | —       | —       | 49      | 10      |
| Kayserispor                   | 2017/18           | Süper Lig         | 28     | 0    | 5             | 0             | —             | —             | —       | —       | 33      | 0       |
| Kayserispor                   | 2018/19           | Süper Lig         | 31     | 2    | 3             | 1             | —             | —             | —       | —       | 34      | 3       |
| Kayserispor                   | Celkově           | Celkově           | 59     | 2    | 8             | 1             | —             | —             | —       | —       | 67      | 3       |
| Denizlispor                   | 2019/20           | Süper Lig         | 14     | 0    | 1             | 0             | —             | —             | —       | —       | 15      | 0       |
| Kayserispor                   | 2019/20           | Süper Lig         | 13     | 1    | 0             | 0             | —             | —             | —       | —       | 13      | 1       |
| Kayserispor                   | 2020/21           | Süper Lig         | 25     | 0    | 0             | 0             | —             | —             | —       | —       | 25      | 0       |
| Kayserispor                   | Celkově           | Celkově           | 38     | 1    | 0             | 0             | —             | —             | —       | —       | 38      | 1       |
| Rapid Bukurešť                | 2021/22           | Liga I            | 36     | 1    | 1             | 0             | —             | —             | —       | —       | 37      | 1       |
| Rapid Bukurešť                | 2022/23           | Liga I            | 39     | 4    | 2             | 0             | —             | —             | —       | —       | 41      | 4       |
| Rapid Bukurešť                | 2023/24           | Liga I            | 37     | 1    | 1             | 0             | —             | —             | —       | —       | 38      | 1       |
| Rapid Bukurešť                | 2024/25           | Liga I            | 9      | 0    | 0             | 0             | —             | —             | —       | —       | 9       | 0       |
| Rapid Bukurešť                | Celkově           | Celkově           | 121    | 6    | 4             | 0             | —             | —             | —       | —       | 125     | 6       |
| Celkově v kariéře             | Celkově v kariéře | Celkově v kariéře | 497    | 40   | 55            | 4             | 47            | 1             | 8       | 0       | 607     | 45      |

### Reprezentační
Platí k zápasu hranému 10. června 2019.
| Národní tým | Rok     | Zápasy | Góly |
| ----------- | ------- | ------ | ---- |
| Rumunsko    | 2008    | 3      | 0    |
| Rumunsko    | 2009    | 3      | 0    |
| Rumunsko    | 2010    | 1      | 0    |
| Rumunsko    | 2011    | 2      | 0    |
| Rumunsko    | 2015    | 1      | 0    |
| Rumunsko    | 2016    | 10     | 0    |
| Rumunsko    | 2017    | 3      | 0    |
| Rumunsko    | 2018    | 10     | 0    |
| Rumunsko    | 2019    | 3      | 0    |
| Celkově     | Celkově | 36     | 0    |

## Úspěchy
Național București
- Poražený finalista Cupa României: 2005/06

Rapid Bukurešť
- Cupa României: 2006/07
- Supercupa României: 2007

Porto
- Primeira Liga: 2008/09, 2010/11, 2011/12
- Taça de Portugal: 2008/09, 2010/11
- Supertaça Cândido de Oliveira: 2009, 2010, 2011, 2012
- Evropská liga UEFA: 2010/11
- Poražený finalista Superpoháru UEFA: 2011

Astra Giurgiu
- Poražený finalista Cupa României: 2016/17

Individuální
- Třetí nejlepší rumunský fotbalista roku podle Gazeta Sporturilor: 2011
- Rumunský hráč měsíce podle Gazeta Sporturilor: srpen 2021